# Hub (striptekenaar)
Hub, echte naam Humbert Chabuel,  (Annecy 26 juni 1969) is een Franse striptekenaar. 

## Biografie
Hub begon zijn tekencarrière in de filmwereld. In 1992 werkte hij mee als grafisch ontwerper voor de film "The Fifth Element" van de regisseur Luc Besson. Een aantal jaren later deed hij ditzelfde voor de actiefilm Blood of the Samurai uit 2001 van Aaron Yamasato"Samura. Tussendoor werkte hij mee aan tekenfilmseries als The Prince of Atlantis en Garade Kid. Ook werkt hij voor een grote Franse zender aan jeugdprogramma's. De eerste stripreeks waarvoor hij de tekeningen verzorgde was  Kazandou, gebaseerd op een script van Gess, tussen 1996 en 1998 verschelen hiervan 8 delen bij uitgeverij Arboris.  In 2001 maakte hij illustraties voor het papieren rollenspel  Fading Suns  Franse editie (Multisim). In 2005 begon hij aan de saga "Okko", een verhalencyclus bestaande uit tweeluiken over een Japanse ronin waar hij zowel de verhalen voor bedenkt als de tekeningen verzorgd. Andere reeksen waar hij aan meewerkt zijn Aslak en de slang en de speer.

## Werken
- Aslak, Scenario
- Kazandou, Tekeningen
- Okko, Scenario en tekeningen,
- De slang en de speer, Scenario en tekeningen

- Bibsys: 12069662
- Biblioteca Nacional de España: XX1771447
- Bibliothèque nationale de France: cb146032946 (data)
- Catàleg d'autoritats de noms i títols de Catalunya: 981058581175006706
- Gemeinsame Normdatei: 132350882
- International Standard Name Identifier: 0000 0003 8221 2228
- Library of Congress Control Number: no2010129191
- Nationale Bibliotheek van Tsjechië: xx0213081
- Nederlandse Thesaurus van Auteursnamen: 296003395
- Système universitaire de documentation: 084282363
- Virtual International Authority File: 52847290